# Liste der Baudenkmäler in Hohenaltheim
Auf dieser Seite sind die Baudenkmäler in der schwäbischen Gemeinde Hohenaltheim zusammengestellt. Diese Tabelle ist eine Teilliste der Liste der Baudenkmäler in Bayern. Grundlage ist die Bayerische Denkmalliste, die auf Basis des Bayerischen Denkmalschutzgesetzes vom 1. Oktober 1973 erstmals erstellt wurde und seither durch das Bayerische Landesamt für Denkmalpflege geführt wird. Die folgenden Angaben ersetzen nicht die rechtsverbindliche Auskunft der Denkmalschutzbehörde.
 Die Liste gibt den Fortschreibungsstand vom 30. Mai 2018 wieder und umfasst neunzehn Baudenkmäler.

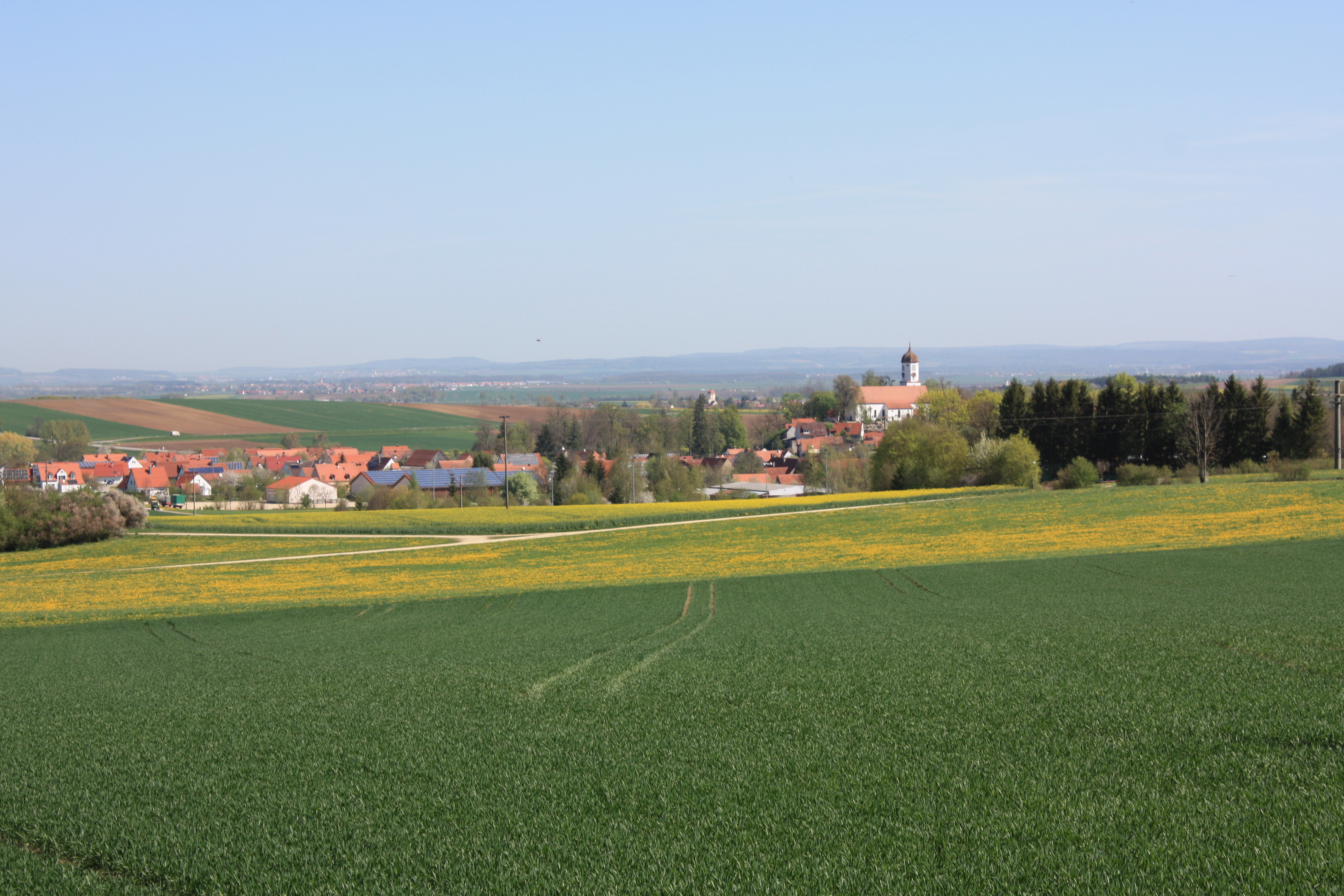
Blick auf Hohenaltheim

## Ensembles

### Ensemble Ortskern Niederaltheim
Das Ensemble umfasst den gesamten Ort entlang seiner von Ost nach West sich ziehenden Haupt- und Durchgangsstraße mit den vereinzelt abzweigenden Nebenwegen.
Niederaltheim ist Beispiel für ein typisches Rieser Straßendorf mit seinen in relativ regelmäßigen Abständen beidseitig zur Straße hin aufgereihten Giebelhäusern, alle erdgeschossig und ebenerdig, wobei sich die typische Hofanlage in Hufeisenform aus der Giebelstellung des Wohnstallhauses, aus der im Winkel dazu zurückliegenden Scheune und auf der dritten Seite entweder durch das Austragshaus oder bereits das Gehöft des Nachbarn ergibt. Der Eindruck baulicher Kontinuität im Dorfverband wird erhöht durch die zur Straße hin den Gehöften vorgesetzte durchgehende Umfriedung, eine niedrige Einzäunung, Vorgartenzone mit Bäumen. Die eigentlichen Gärten beginnen erst hinter Hof und Scheune, ihre Grenzen gegen die anschließende Flur sind vielfach noch durch Hecken oder Baumreihen markiert.
Das Dorf Niederaltheim, das kaum mehr als 50 Höfe und Sölden umfasste, blieb als Filialort des Pfarr- und ehemaligen Herrschaftssitzes Hohenaltheim ohne eigene Kirche. Vom leicht gekrümmten westlichen Ortseingang her beginnt die Bebauung in leichter Staffelung, um dann als Aufreihung von Giebelhäusern sich in der fast geradlinigen Hauptstraße fortzusetzen, die direkt auf die einzigen zweigeschossigen alten Bauten des Ortes zuführt: das traufseitige Gasthaus und das ehemalige Amtshaus, ein Wohnstallhaus mit Walmdach. Auch die innerhalb der erdgeschossigen nordschwäbischen Hofverbände auffallende Zweigeschossigkeit des Gasthauses ist typisch für das Rieser Dorf. Nach fast rechtwinkligem Knick gegen Süden verläuft die Ortsstraße in östlicher Richtung weiter; die Bebauung im sog. Unterdorf wird unregelmäßiger und ist durch jüngste Veränderungen der historischen Substanz gestört.
Der Baubestand der glatt verputzten, schmucklosen Bauernhäuser stammt in seinen ältesten Teilen kaum aus der Zeit vor der Mitte des 19. Jahrhunderts. Zahlreiche Höfe im westlichen Teil des Ortes, dem „Oberdorf“, fielen 1899 einem Ortsbrand zum Opfer, die meisten wurden entsprechend ihrer ursprünglichen Anordnung und unter Beibehaltung des tradierten Haustyps in rascher Folge wieder errichtet. Somit blieb das charakteristische Straßenbild gewahrt. Es ist heute noch von besonderer Anschaulichkeit innerhalb der nördlichen Häuserreihe im Bereich der Anwesen Dorfstraße 10 bis 18. Entsprechend der seit dem frühen 19. Jahrhundert kaum gewachsenen Bevölkerungszahl haben sich Umriss und Ausdehnung des Dorfes bis heute nicht wesentlich geändert. So zeigt auch das Außenbild des in einer Geländefurche liegenden Dorfes noch die relative Geschlossenheit der Bauten im engen Ortsverband: Die steinernen Wände der ursprünglich meist gelb getünchten Massivbauten bilden zusammen mit den roten Steildächern ein dichtes Gefüge, das auch noch in der Fernansicht nur durch das quer zur allgemeinen Firstrichtung stehende Satteldach des Gasthauses überragt wird. Störungen des Ensembles entstanden durch die zweigeschossigen Wohnhaus-Neubauten Dorfstraße 3 und 6.
Aktennummer: E-7-79-162-1

## Baudenkmäler nach Ortsteilen

### Hohenaltheim
| Lage                                                         | Objekt                                                      | Beschreibung | Akten-Nr.              | Bild                           |
| ------------------------------------------------------------ | ----------------------------------------------------------- | --- | ---------------------- | ------------------------------ |
| Am Straußenhof 2 (Standort)                                  | Ehemaliger Fronhof, jetzt Gasthof                           | Hauptgebäude, erdgeschossiger Satteldachbau mit dreigeschossigem Giebel, 1832 über nachmittelalterlichem Kern errichtet. Ehemaliger Stadel, jetzt auch Wohngebäude, erdgeschossiger Satteldachbau mit Fachwerkgiebel im Norden, spätes 18./frühes 19. Jahrhundert. Einfriedung, im Kern nachmittelalterlich, wohl im frühen 19. Jahrhundert erneuert. | D-7-79-162-2 Wikidata  | BW                             |
| Am Straußenhof 3 (Standort)                                  | Evangelisch-lutherische Pfarrkirche St. Johannes der Täufer | Saalbau mit nicht eingezogenem Rechteckchor mit südöstlich angesetztem Strebepfeiler, Turm mit Oktogon und Zwiebelhaube im Nordosten sowie mit zwei, aus Fürstenstand und Vorhalle mit Hausteinportal bzw. Sakristei bestehenden Vorbauten im Süden, um 1360 an Stelle eines karolingischen Vorgängerbaus errichtet, 1617/18 Neubau des Turms unter Verwendung gotischer Grundmauern, 1755 Erweiterung nach Westen und Umbau des Fürstenstandes durch Samuel Schmidt, 1880 Renovierung und Vergrößerung der Fenster; mit Ausstattung. Friedhofsmauer, ehemals mit Wehrgang und fünf Mauertürmen, 16./17. Jahrhundert, letzter Turm 1878 abgebrochen. | D-7-79-162-1 Wikidata  | weitere Bilder                 |
| Hauptstraße 16 (Standort)                                    | Ehemaliges Wohnstallhaus                                    | Erdgeschossiger Satteldachbau mit Zwerchhaus und winklig angebautem Quertrakt, Wohnteil im Kern wohl erstes Viertel des 19. Jahrhunderts, Stallteil verändert. | D-7-79-162-3 Wikidata  | BW                             |
| Hauptstraße 22 (Standort)                                    | Dreiseithof                                                 | Ehemaliges Wohnstallhaus, zweigeschossiger Satteldachbau mit offenem Fachwerk über massiv gemauertem Erdgeschoss am Wohnteil, wohl 1805. Scheune, Satteldachbau mit korbbogigen, mit Brettern verschlossenen Einfahrten, „1805“ (bezeichnet). Scheune, Satteldachbau mit Krangaube und Firstknauf, Mitte 19. Jahrhundert. | D-7-79-162-4 Wikidata  | BW                             |
| Karolingerweg 2 (Standort)                                   | Wohnhaus                                                    | Zweigeschossiger Walmdachbau mit Kastengesims, wohl erstes Viertel 19. Jahrhundert, rückwärtig angebauter Wirtschaftstrakt später. | D-7-79-162-6 Wikidata  | BW                             |
| Schloßstraße 6 (Standort)                                    | Ehemaliger Marstall                                         | Ehemals zum Schloss, erdgeschossiger Walmdachbau mit offenem Fachwerk an der Traufseite und eingebuchteter Nordostecke, zweite Hälfte des 18. Jahrhunderts. | D-7-79-162-18 Wikidata | BW                             |
| Schloßstraße 7; Schloßstraße 3; Nähe Schloßstraße (Standort) | Schloss                                                     | Umfangreiche, einheitlich konzipierte Anlage, bestehend aus um einen Hof gruppierten Einzel- und südöstlich gelegenen Wirtschaftsgebäuden, durch Johann Georg Kannhäuser ab 1710 an Stelle einer früheren Anlage neu errichtet. Schloss, ehemaliges Wasserschloss, zweigeschossiger Walmdachbau mit Putzgliederung, mittigem Zwerchhaus und korbbogigen Portal mit Altane an der Hauptfassade und flachen Eckrisaliten, die sechs Zwerchgiebel jeweils geschweift mit Vasen- und Figurenaufsätzen, an der Gartenfront ein weit vorkragender Mittelrisalit mit Attika, an Stelle eines Vorgängerbaus von 1508 errichtet, 1711, Graben um 1920/30 trockengelegt; mit Ausstattung. Zwei Flügelbauten, eingeschossige Walmdachbauten, an den Längsseiten jeweils ein mittiges Zwerchhaus mit geschweiftem Giebel, profilierten Trauf- wie Giebelgesimsen und Figurenaufsätzen, vor Mitte 18. Jahrhundert. Verwaltungsgebäude, erdgeschossiger Walmdachbau mit mittigem Zwerchhaus mit durch Gesimse gegliedertem geschweiften Volutengiebel an den Längsseiten, vor Mitte 18. Jahrhundert. Schlosskapelle St. Karl Borromäus und Hubertus, Saalbau mit eingezogenem halbrunden Schluss, geschweiftem und durch Gesimse gegliedertem Volutengiebel mit Vasen- und Figurenaufsätzen, achtseitigem Dachreiter mit Zwiebelhaube im Osten und Werksteineinfassungen an den Wandöffnungen, 1749; mit Ausstattung. Ehemalige Remise, erdgeschossiger Walmdachbau mit Zwerchhaus mit Schweifgiebel, vor Mitte 18. Jahrhundert. Ehemalige Reitschule, langgestreckter erdgeschossiger Walmdachbau mit drei wenig vorgragenden Zwerchhäusern mit Schweifgiebeln, vor Mitte 18. Jahrhundert. Gartenhaus, erdgeschossiger Mansardwalmdachbau mit erhöhtem Mittelpavillon und zwei nach Süden wenig vorkragenden Eckrisaliten, 1714. Park, zwischen Schloss und Gartenhaus symmetrisch angelegt in französischem Stil, sonst Landschaftsgarten, 1711, 1832 Teile im englischen Stil umgestaltet. Reste der Einfriedung, zweite Hälfte 18. Jahrhundert Grenzstein, mit Wappenrelief und Resten polygonaler Fassung, ursprünglich bei Kösingen an der Grenze der Fürstentümer Thurn und Taxis und Öttingen-Wallerstein, 1826. | D-7-79-162-7 Wikidata  | weitere Bilder                 |
| Schloßstraße 12 (Standort)                                   | Ehemaliger fürstlicher Jägerhof, jetzt Forstamt             | Zweigeschossiger Walmdachbau auf winkelförmigem Grundriss, zweite Hälfte des 18. Jahrhunderts im Inneren verändert. Stadel, Walmdachbau mit korbbogigen Toreinfahrten mit Hausteinelementen, zweite Hälfte des 18. Jahrhunderts. Einfriedung, zweite Hälfte 18. Jahrhundert. | D-7-79-162-16 Wikidata | BW                             |
| Schulstraße (Standort)                                       | Ehemaliger Zehentstadel                                     | Zweitenniger Bau mit Satteldach und bogenförmigen Toreinfahrten mit Hausteineinfassung, im Norden Relief des heiligen Vitus, wohl erste Hälfte des 18. Jahrhunderts. | D-7-79-162-9 Wikidata  | BW                             |
| Schulstraße 1 (Standort)                                     | Ehemaliges Pfarrhaus                                        | Zweigeschossiger Satteldachbau mit offenem Fachwerk im Obergeschoss, Kranbalken und Firstaufsatz, 1616. | D-7-79-162-8 Wikidata  | BW                             |
| Lindenberg; Sägmühle; Bautenbach (Standort)                  | Landschaftspark „Der Ursprung“                              | Mit Waldwiese, Kastanienallee, gekurvten Wegen, Gräben, Kanal und Brücken, durch Jakob Keller, 1805 ff. Quelleinfassung, mit gemauertem Bogen über dem Ablauf, apsidialer Ausnischung, Grotte und Figur der Quellgöttin, Johann Michael Haff (Figur), 1805. | D-7-79-162-17 Wikidata | Landschaftspark „Der Ursprung“ |

### Frohnmühle
| Lage                    | Objekt                  | Beschreibung | Akten-Nr.              | Bild |
| ----------------------- | ----------------------- | --- | ---------------------- | ---- |
| Frohnmühle 1 (Standort) | Ehemalige Getreidemühle | Stattlicher zweigeschossiger Hauptbau mit spitzbogiger Giebelerhöhung und Aufzugsöffnungen, mit kurzem Querbau, vielleicht unter Einbeziehung eines Vorgängerbaus im ersten Drittel des 19. Jahrhunderts errichtet. Stallscheune, winkelförmiger massiver Satteldachbau, im Kern um 1800, im zweiten Viertel des 19. Jahrhunderts überformt und nach 1850 um den östlichen Stalltrakt erweitert. | D-7-79-162-10 Wikidata | BW   |
| Ölmühle 1 (Standort)    | Ehemalige Ölmühle       | Erdgeschossiger Satteldachbau, 1850 f. | D-7-79-162-19 Wikidata | BW   |

### Karlshof
| Lage                                 | Objekt                                                          | Beschreibung | Akten-Nr.              | Bild           |
| ------------------------------------ | --------------------------------------------------------------- | --- | ---------------------- | -------------- |
| Karlshof 1 (Standort)                | Ehemaliger Gutshof, dann Gasthof, Freizeit- und Bildungszentrum | Aus mehreren Gebäuden bestehende Anlage. Hauptgebäude, zweigeschossiger Walmdachbau mit Gurt- und profiliertem Traufgesims, 1835, im Inneren verändert. Wirtschaftsgebäude, Satteldachbau mit Halbwalmdach nach Osten, „1860“ (bezeichnet). Stadel, erdgeschossiger Bau mit Halbwalmdach und stichbogiger Toreinfahrt, „1865“ (bezeichnet). Wirtschaftsgebäude, Satteldachbau mit Geschossgesims und hohem Kniestock, „1887“ (bezeichnet). Gartenhaus, erdgeschossiger Walmdachbau mit kräftig profiliertem Traufgesims, um 1840. | D-7-79-162-11 Wikidata | weitere Bilder |
| Karlshof 2 (Standort)                | Ehemaliges Forsthaus                                            | Erdgeschossiger Bau mit Halbwalmdach und Vorbau im Westen, „1911“ (bezeichnet). Stadel, erdgeschossiger Satteldachbau, um 1911 | D-7-79-162-12 Wikidata | BW             |
| Hochhaus, Hochhauser Berg (Standort) | Burgruine Hochhaus                                              | Ehemals umfangreiche, unregelmäßig viereckige Anlage auf dicht bewaldetem, steil abfallendem Höhenzug, am besten erhalten sind die Wände des ehemaligen Pallas im Westen mit Spuren von Gewölben im Erdgeschoss und segmentbogigen Fensteröffnungen, die Grundmauern eines Nebengebäudes nordöstlich davon, Reste der Zwingermauer und des halbrunden Turms sowie die Fundamente eines massiven Geschützturms im Südosten, ferner die nördlich daran anschließenden Mauerzüge des ehemaligen Schlosses über der mittelalterlichen Ringmauer mit schlankem Eckturm und Teile des ausgemauerten Grabens im Osten, im Kern erstes Drittel 13. Jahrhundert, mehrfach umgebaut und erweitert, im 16. Jahrhundert Ausbau der Befestigung, 1749 durch Brand zerstört, verschonte Gebäude bis 1807 Sitz des Oberamts, danach bewusster Verfall. | D-7-79-136-9 Wikidata  | weitere Bilder |

### Niederaltheim
| Lage                    | Objekt                                   | Beschreibung | Akten-Nr.              | Bild     |
| ----------------------- | ---------------------------------------- | --- | ---------------------- | -------- |
| Dorfstraße 4 (Standort) | Ehemaliges Amtshaus, jetzt Wohnstallhaus | Zweigeschossiger Walmdachbau, im Kern „1752“ (bezeichnet), erneuert und nach Norden und Osten erweitert.                               | D-7-79-162-13 Wikidata | BW       |
| Dorfstraße 8 (Standort) | Gasthaus                                 | Zweigeschossiger Satteldachbau mit gebänderten Ecklisenen, Kranbalken und Aufzugsöffnungen, erstes Viertel 19. Jahrhundert, überformt. | D-7-79-162-14 Wikidata | Gasthaus |